# 斯米爾卡河
斯米爾卡河（烏克蘭語：Смілка），是烏克蘭的河流，位於該國北部，屬於斯盧奇河的左支流，發源自杜比伊夫卡西南，流經赫梅利尼茨基州舍佩蒂夫卡區北端及日托米爾州兹维亚赫尔区，於兹维亚赫尔東南匯入斯盧奇河。斯米爾卡河全長71公里，流域面積646平方公里。

## 沿岸聚落

### 舍佩蒂夫卡區
- 杜比伊夫卡

### 兹维亚赫尔區
- 杜布里夫卡
- 米羅斯拉夫利
- 斯莫爾迪里夫
- 基揚卡
- 卡努尼
- 斯特里耶瓦
- 蘇斯利
- 兹维亚赫尔